# Livio Ceccotti
Livio Ceccotti (Poggio Terzarmata, 24 febbraio 1914 – Africa Settentrionale Italiana, 2 ottobre 1942) è stato un militare e aviatore italiano, decorato di medaglia d'oro al valor militare alla memoria nel corso della seconda guerra mondiale.

## Biografia
Nacque a Poggio Terzarmata, provincia di Gorizia, il 24 febbraio 1914. Conseguito il diploma di ragioniere a Gorizia, nel 1936 si arruolò volontario nella Regia Aeronautica in qualità di allievo ufficiale pilota. Mandato alla Scuola di pilotaggio di Grottaglie nel maggio 1937 fu nominato sottotenente di complemento e conseguì il brevetto di pilota militare. Assegnato al 53º Stormo Caccia Terrestre venne posto in congedo nel novembre dello stesso anno. Richiamato in servizio attivo nel gennaio 1938 partì combattere nella guerra di Spagna dove rimase per circa dieci mesi in servizio presso una squadriglia di mitragliamento a volo radente. Rientrato in Patria con la promozione a sottotenente in servizio permanente effettivo per meriti di guerra, venne assegnato al 4º Stormo Caccia Terrestre dove prestava servizio all'atto dell'entrava in guerra del Regno d'Italia, avvenuta il 10 giugno 1940. Prese parte alle operazioni contro la Francia sul fronte occidentale, e operò poi in Africa Settentrionale Italiana in forza al 150º Gruppo Autonomo Caccia Terrestre dal gennaio 1941 e nell'agosto successivo al gruppo C del 4º Stormo C.T. sull'aeroporto di Catania. Nel gennaio 1942 fu trasferito sull'aeroporto di Caselle Torinese dove si guadagnò una Medaglia di bronzo al valore aeronautico per la perizia dimostrata in un incidente di volo. Ritornò in A.S.I. nel giugno dello stesso anno, assegnato alla 90ª Squadriglia, 10º Gruppo, del 4º Stormo Caccia Terrestre. Promosso capitano per merito di guerra il 18 settembre 1942, cadde in combattimento l'8 ottobre 1942 durante le fasi della seconda battaglia di El Alamein. Quel giorno era decollato con il suo gregario, sergente Lorenzo Migliorato, per intercettare una formazione di caccia Supermarine Spitfire e Curtiss P-40 della Royal Australian Air Force. Impegnato combattimento, dopo aver abbattuto due aerei nemici, il suo Macchi C.202 Folgore fu a sua volta colpito da un altro caccia ed egli dovette lanciarsi con il paracadute. Mentre scendeva verso terra un pilota nemico lo colpi con una raffica di mitragliatrice e lo uccise. Per onorarne il coraggio fu decorato con la medaglia d'oro al valor militare alla memoria. Una via di Gorizia e una di Fiumicino portano il suo nome. Il suo nome risulta anche nella lista iniziale degli assi dell'aviazione da caccia italiana della seconda guerra mondiale, con 5 vittorie.

### Fonti
1. 1 2 3 4 5 6 7 8 9 10  Combattenti Liberazione.
2. 1 2  Gruppo Medaglie d'Oro al Valor Militare 1965, p. 94.
3. 1 2  Ufficio Storico dell'Aeronautica Militare 1969, p. 149.
4. 1 2 3  Italiani in guerra.
5. ↑  Apostolo, Massimello 2000, p. 85.
6. ↑   Medaglia d'oro al valor militare Ceccotti, Livio, su quirinale.it, Quirinale. URL consultato l'11 luglio 2021.
7. ↑  Bollettino Ufficiale 1941, dispensa 42, registrato alla Corte dei Conti addì 20 giugno 1942, registro 23 Aeronautica, foglio n.284.